# Меморіальний комплекс на честь воїнів-односельчан
Меморіа́льний ко́мплекс на честь во́їнів-односельча́н — пам'ятка історії місцевого значення, що знаходиться в с. Слободище Бердичівського району Житомирської області. 

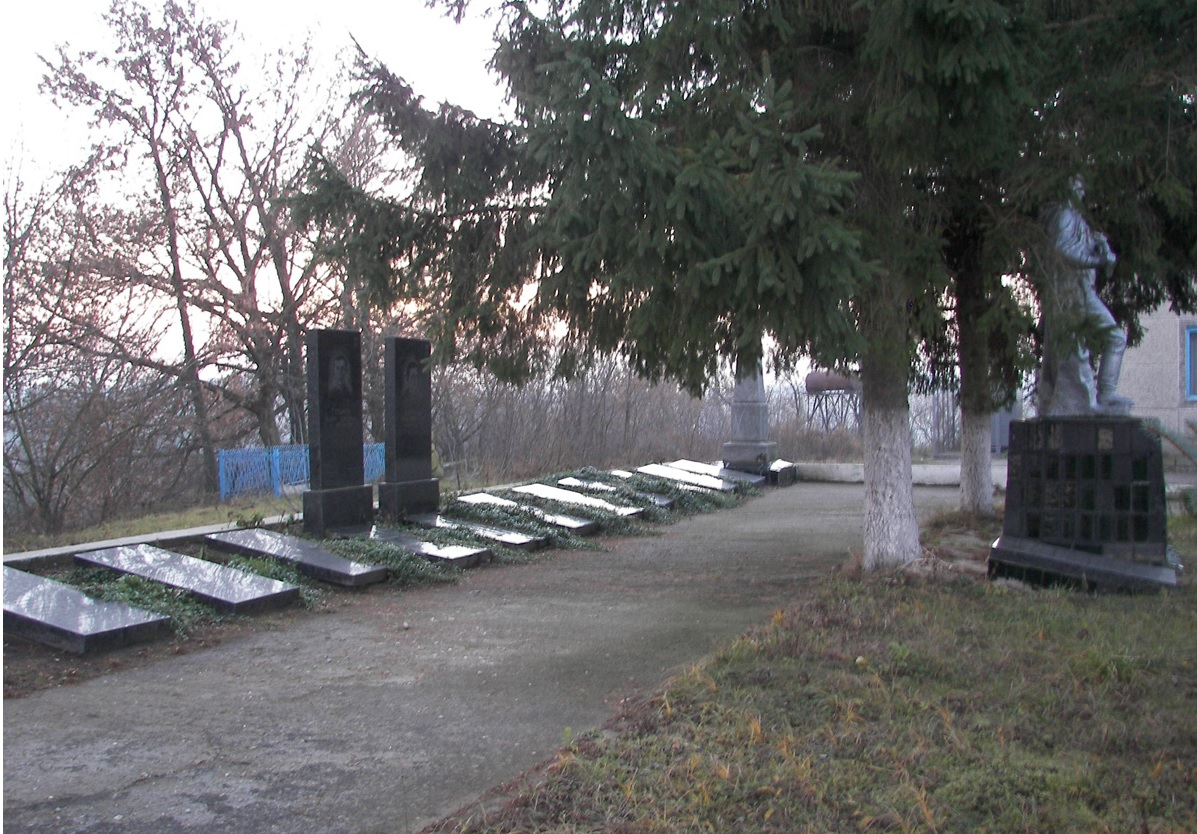

## Історія пам'ятки
В роки II Світової війни 632 уродженці с. Слободище героїчно боролись проти фашистських загарбників. За ратні  подвиги Карпенку  Івану Михайловичу  і  Грабчуку Максиму Григоровичу присвоєно с звання Героїв Радянського Союзу, а Грабчак Степан Іванович нагороджений Великою і Малою Зіркою Героя ЧСР.
177 воїнів – земляків не повернулись з фронтів війни. На їх честь в 1966 році  встановлено  обеліск із сірого граніту з вмонтованими пластинами з нержавіючої сталі, на яких викарбувані імена загиблих воїнів – односельчан. 

## Опис
В 1992 році обеліск перенесено у створений  меморіальний комплекс, в якому праворуч від обеліска встановлено дві прямокутні  стели з лабрадориту  на честь  земляків-Героїв Радянського  Союзу  Карпенка  І.М. та Грабчука М.Г. з викарбуваними портретами  та присвятними написами, а  також покладено 8 плит з лабрадориту з присвятним написом та іменами 177-х загиблих воїнів-земляків, 2 плити на честь Героїв  Радянського Союзу і одна плита на честь жертв Голодомору та політичних  репресій. 